# Pianoconcert nr. 2 (Rachmaninov)
Het Pianoconcert nr. 2 in c mineur, opus 18 van de Russische componist Sergej Rachmaninov (1873-1943) is een driedelige compositie voor piano en symfonieorkest.
Het geldt als een van de meest succesvolle werken van Rachmaninovs oeuvre en behoort met het Derde pianoconcert tot zijn populairste werken voor piano en orkest.
Het pianoconcert bestaat uit drie delen:
1. Moderato
2. Adagio sostenuto
3. Allegro scherzando

## Geschiedenis
Als gevolg van de zeer slechte kritieken op zijn eerste symfonie in 1897 verkeerde Rachmaninov in een lange, non-productieve periode van depressiviteit. Bij gebrek aan verbetering gaat Rachmaninov uiteindelijk in behandeling bij de psychiater Nikolaj Vladimirovitsj Dahl, waar hij onder meer een hypnosebehandeling ondergaat. De therapie slaagde erin Rachmaninovs eigenwaarde en creativiteit terug te halen en in de herfst van 1900 begint hij te werken aan een tweede pianoconcert. Al gauw heeft hij het tweede (Adagio sostenuto) en derde deel (Allegro scherzando) afgerond en het stuk gaat als zodanig in Moskou op 2 december 1900 in première met hemzelf als solist en zijn neef Aleksandr Ziloti als dirigent. Het stuk werd bijzonder goed ontvangen. Rachmaninov werkte aan een eerste deel (Moderato) en op 21 april 1901 was het manuscript van het volledige pianoconcert afgerond. Als dank droeg Rachmaninov het op aan Nikolaj Dahl. Het tweede pianoconcert beleefde op 27 oktober een tweede première (eveneens onder leiding van Ziloti en met Rachmaninov aan de piano). De critici waren zeer lovend en Rachmaninov vierde grootse triomfen in Europa en Amerika.

## Trivia
- Het Tweede pianoconcert werd na de Tweede Wereldoorlog zeer populair doordat de muziek van het Adagio sostenuto (tweede deel) werd gebruikt in de speelfilm Brief Encounter van David Lean uit 1945.
- Het Adagio sostenuto wordt geciteerd in de ballad All by Myself van Eric Carmen uit 1975.[1]
- De band Muse gebruikte het pianoconcert in de nummers Space Dementia en Butterflies and Hurricanes.[2]